# Óscar Julio Vian Morales

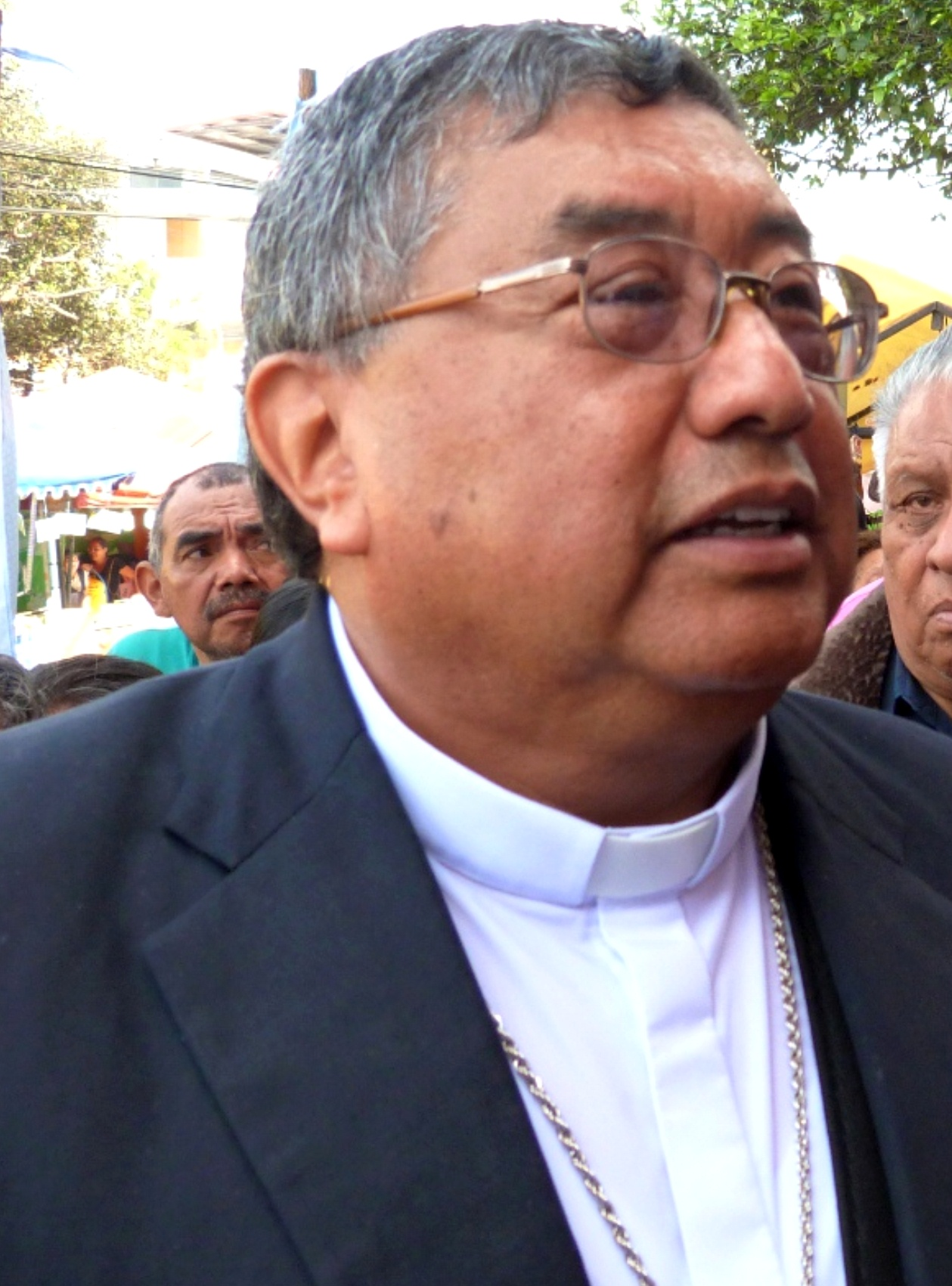
Óscar Julio Vian Morales (Januar 2013)

Wappen von Óscar Julio Vian Morales

Óscar Julio Vian Morales SDB (* 18. Oktober 1947 in Guatemala-Stadt; † 24. Februar 2018 ebenda) war ein guatemaltekischer Ordensgeistlicher und römisch-katholischer Erzbischof von Santiago de Guatemala.

## Leben
Nach der Sekundarstufe am Colegio Don Bosco und dem Don-Bosco-Seminar in El Salvador, studierte er Philosophie, Theologie und Pädagogik am theologischen und philosophischen Don-Bosco-Institut und an der Universidad de San Carlos de Guatemala.
Am 15. August 1976 wurde er durch den Erzbischof von Managua und Mitbruder Miguel Kardinal Obando Bravo SDB im Maria-Hilf-Heiligtum von Guatemala-Stadt zum Priester geweiht. Anschließend unterrichtete er an verschiedenen Bildungseinrichtungen der Salesianer Don Boscos in Mittelamerika, unter anderem am Centro Vocacional Salesiano Rinaldi Santa Tecla in El Salvador, am Colegio Domingo Savio de Cartago in Costa Rica und am Instituto Técnico Don Bosco in Panama.
Er wurde zum Weiterstudium in Theologie der Liturgie am Päpstlichen Liturgischen Institut St. Anselm in Rom beurlaubt. Nach seiner Rückkehr nach Mittelamerika wurde er zum geistlicher Berater und Direktor des Instituts der Salesianer Centro Juvenil Salesiano (CEJUSA) ernannt. Kurz danach wurde er Studiendirektor an der Salesianer Don Bosco-Schule von Guatemala-Stadt und vier Jahre später Direktor des Instituto Salesiano San Miguel von Tegucigalpa in Honduras.
Im Dezember 1990 wurde er zum Direktor des Centro Juvenil Don Bosco von Managua in Nicaragua ernannt. 1994 übernahm er schließlich abermals die Leitung der Salesianer Don Bosco-Schule von Guatemala-Stadt. Darüber hinaus war er Dozent für Liturgie und Katechese sowie für Jugendpastoral an zahlreichen Seminaren in ganz Zentralamerika.
Nach verschiedenen Tätigkeiten innerhalb der Ordensgemeinschaft in der Heimatprovinz nahm er 1990 für diese Provinz am Generalkapitel der Ordensgemeinschaft teil.
Am 30. November 1996 wurde er von Papst Johannes Paul II. zum Apostolischen Vikar von El Petén ernannt, verbunden mit der Weihe zum Titularbischof von Pupiana am 1. Februar 1997 in Flores abermals durch Kardinal Obando Bravo. Neben seiner bischöflichen Arbeit in Petén nahm er zwischen 1997 und 2006 für die Bischofskonferenz von Guatemala verschiedene Aufgaben war. Er übernahm den Vorsitz der Kommission für Pastoral der Liturgie und war Mitglied der Kommissionen für Landpastoral, für Soziale Pastoral - Caritas, für Jugendpastoral und für Pastoral der Erziehung. Schließlich hatte er den Vorsitz der Comisión de la Pastoral Educativa de Centroamérica y Panamá (COPECO) inne.
Am 19. April 2007 ernannte ihn Papst Benedikt XVI. zum Erzbischof von Los Altos Quetzaltenango-Totonicapán. Er trat dieses Amt am 23. Juni 2007 an. Als Apostolischer Vikar folgte ihm sein Mitbruder Mario Fiandri SDB, an dessen Bischofsweihe er als Mitkonsekrator mitwirkte. Am 2. Oktober 2010 ernannte ihn Papst Benedikt XVI. zum Erzbischof von Guatemala-Stadt.